# 이면각

교차하는 두 평면 (α, β, 초록색)을 각각에 수직인 세번째 평면 (분홍)으로 자르면 이면각을 알 수 있다.

이면각(二面角, dihedral angle)은 공간기하학에서 교차하는 두 평면이 이루는 각을 말한다.

## 과학에서의 사용
입체화학에서 세 원자가 이루는 면끼리의 이면각을 이용해 분자의 구조를 나타낸다. 단백질 구조를 나타내는 도표를 라마찬드란 조사구라고 한다.

## 이면각의 계산
직교 좌표계에서 평면의 방정식을 다음과 같이 두면
{\displaystyle a_{1}x+b_{1}y+c_{1}z+d_{1}=0}
{\displaystyle a_{2}x+b_{2}y+c_{2}z+d_{2}=0}
이면각 φ는 다음과 같다.
{\displaystyle \cos \varphi ={\frac {a_{1}a_{2}+b_{1}b_{2}+c_{1}c_{2}}{{\sqrt {a_{1}^{2}+b_{1}^{2}+c_{1}^{2}}}{\sqrt {a_{2}^{2}+b_{2}^{2}+c_{2}^{2}}}}}.}